# Chaetosphaeria fennica
Chaetosphaeria fennica är en svampart som först beskrevs av Petter Adolf Karsten, och fick sitt nu gällande namn av Réblová & W. Gams 1999. Chaetosphaeria fennica ingår i släktet Chaetosphaeria och familjen Chaetosphaeriaceae.   Inga underarter finns listade i Catalogue of Life.